# Secamone bemarahensis
Secamone bemarahensis är en oleanderväxtart som beskrevs av J. Klackenberg. Secamone bemarahensis ingår i släktet Secamone och familjen oleanderväxter. Inga underarter finns listade i Catalogue of Life.